# Leptochilus nugdunensis
Leptochilus nugdunensis är en stekelart som först beskrevs av Henri Saussure.  Leptochilus nugdunensis ingår i släktet Leptochilus och familjen Eumenidae. Inga underarter finns listade i Catalogue of Life.